# Abtei Mègemont

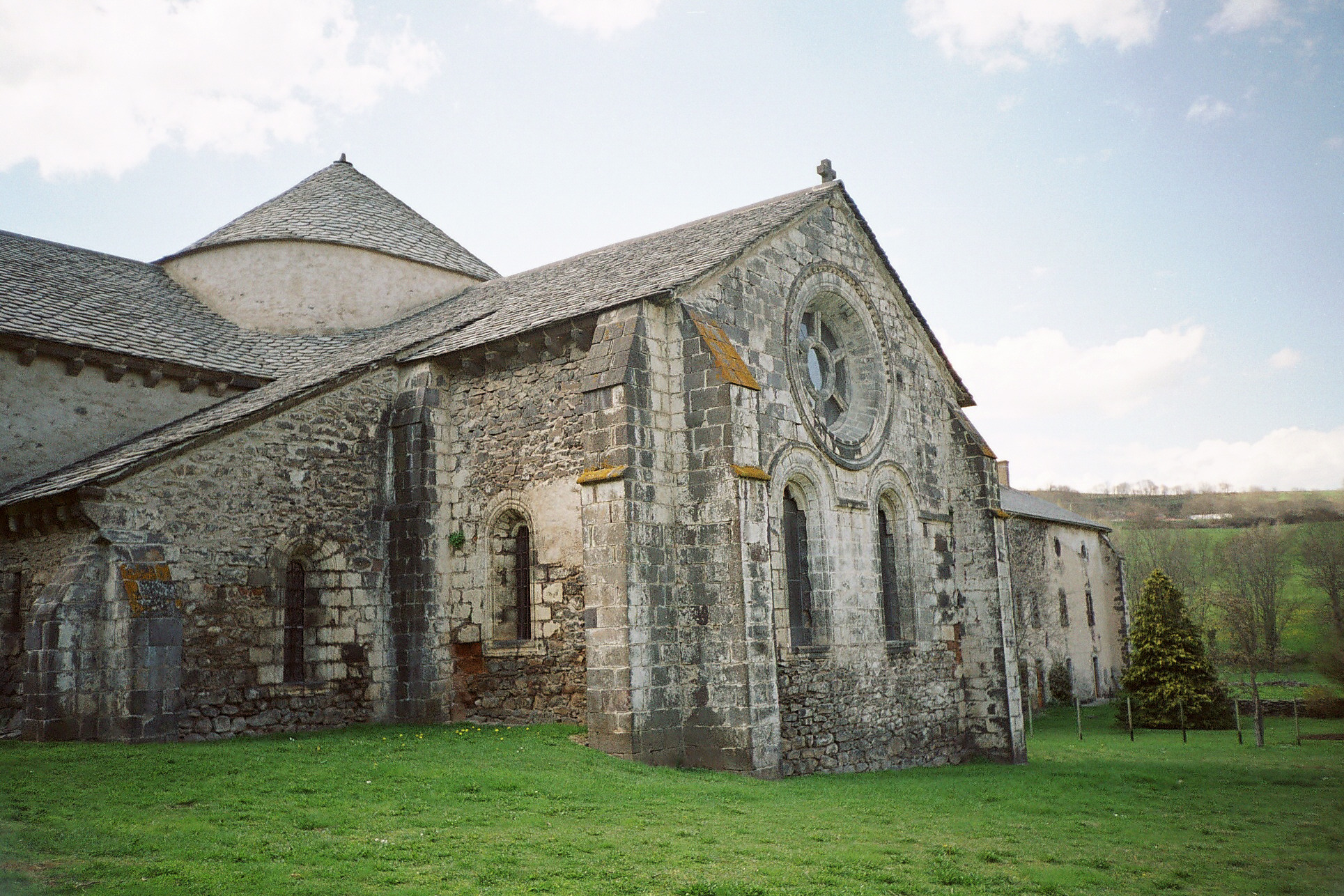
Abteikirche

Die Abtei Mègemont war von 1206 bis 1791 ein französisches Kloster zuerst der Zisterzienserinnen, ab 1611 der Zisterzienser in Chassagne, einer Gemeinde im Département Puy-de-Dôme.

## Geschichte
Der Graf der Auvergne stiftete 1206 südwestlich Issoire in 900 Meter Höhe das Zisterzienserinnenkloster Medii-Montis (später Mègemont, deutsch: Mittelberg) auf dem Gebiet der heutigen Ortschaft Chassagne. 1601 kam das Kloster als Kommende in die Hand von Philibert de Nerestang (Kriegsmann und Gefährte Heinrich IV., † 1620), der 1603 seine Tochter Françoise de Nérestang als Äbtissin einsetzte und 1611 einen Austausch mit der ihm ebenfalls gehörenden Zisterzienserabtei La Bénisson-Dieu befahl. Das nunmehrige Mönchskloster bestand bis zu seiner Auflösung durch die Französische Revolution im Jahre 1791. Ein Verein der Freunde der Abtei betrieb ab 1992 die Restaurierung der verfallenen Restgebäude, namentlich der Kirche. Sie steht seit 1996 unter Denkmalschutz. Peugniez nennt sie eine „kleine Herrlichkeit“. Das Kloster war Drehort des Films Die purpurnen Flüsse 2 – Die Engel der Apokalypse.